# James Hamilton, IV Duque de Hamilton

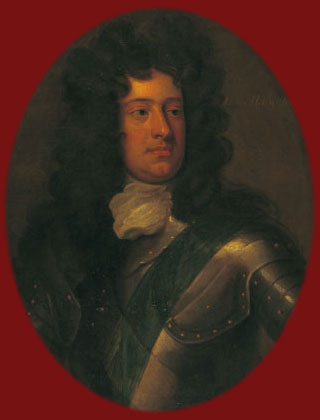

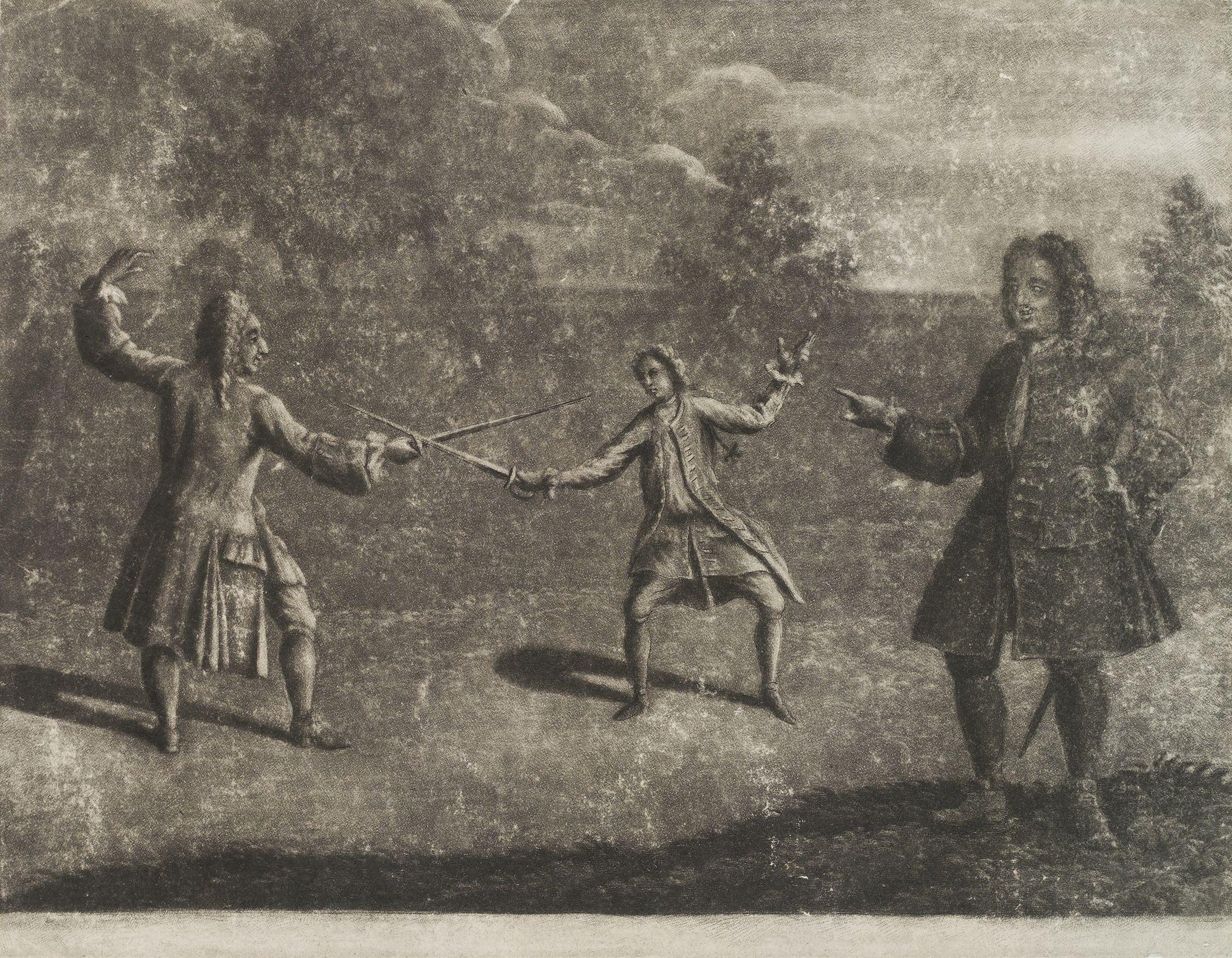
Grabado del duelo (National Portrait Gallery.)

James Hamilton, IV Duque de Hamilton y I Duque de Brandon (11 de abril de 1658-15 de noviembre de 1712) fue un noble, militar y embajador escocés. Como descendiente de la Casa de Estuardo, desempeñó un papel clave en los eventos previos al Acta de Unión entre Escocia e Inglaterra. Al igual que una gran parte de la aristocracia escocesa, a finales de la década de 1690, había perdido una parte importante de su fortuna en el Proyecto Darién. Fue nombrado embajador de Gran Bretaña para Francia poco antes de su fallecimiento a consecuencia de las heridas de espada sufridas en el duelo celebrado en el Hyde Park de Londres contra Charles Mohun, quien también murió en el mismo lugar.
Tanto Hamilton como su esposa fueron amigos de Jonathan Swift quien, tras el fallecimiento de Hamilton, publicó una serie de artículos en los cuales achacó su muerte a una conspiración de los whigs. En la carta que escribió a Stella el mismo día del fallecimiento del duque, publicada de forma póstuma en A Journal to Stella (1766), Swift se refirió al Mohun como un «perro».